# Manfred Bettinger
Manfred Bettinger, eigentlich Manfred Hinrichs, (* 1954 in Willen) ist ein deutscher Schauspieler, Autor und Dramaturg.

## Leben
Zunächst durchlief er eine Lehre zum Tiefbauzeichner, dem ein Fachabitur in der Fachrichtung Ingenieurwesen / Technik folgte. 1974–1978 studierte er Grafik-Design an der Hochschule für Gestaltung in Bremen und nahm daneben Schauspielunterricht.
Bereits 1977 war er Schauspieler am Ernst-Waldau-Theater in Bremen. Dort blieb er bis 1982. Von 1980 bis 1982 arbeitete er zusätzlich im Karl Mahnke Theaterverlag in Verden. Hier fing er auch mit Übersetzungen in plattdeutsch an. 1982 wurde er unter seinem Künstlernamen Manfred Bettinger dann festes Ensemble-Mitglied am Ohnsorg-Theater in Hamburg. Dort war er 1983 bis 1991 auch Regieassistent und von 2003 bis 2006 als Dramaturg tätig.
Bettinger schrieb etliche Stücke für Freilichtbühnen sowie plattdeutsche Stücke und Weihnachtsmärchen für das Ohnsorg-Theater.